# Brattgrådtjärnen
Brattgrådtjärnen är en sjö i Härjedalens kommun i Härjedalen och ingår i Ljusnans huvudavrinningsområde. Sjön har en area på 0,0537 kvadratkilometer och ligger 454,1 meter över havet.

## Delavrinningsområde
Brattgrådtjärnen ingår i det delavrinningsområde (691000-143951) som SMHI kallar för Mynnar i Hoan. Medelhöjden är 488 meter över havet och ytan är 20,15 kvadratkilometer. Det finns inga avrinningsområden uppströms utan avrinningsområdet är högsta punkten. Vattendraget som avvattnar avrinningsområdet har biflödesordning 3, vilket innebär att vattnet flödar genom totalt 3 vattendrag innan det når havet efter 239 kilometer. Avrinningsområdet består mestadels av skog (70 procent) och sankmarker (20 procent). Avrinningsområdet har 0,05 kvadratkilometer vattenytor vilket ger det en sjöprocent på 0,3 procent.